# Journal of the American College of Cardiology
Journal of the American College of Cardiology (skrót: JACC, J Am Coll Cardiol) – wiodące naukowe czasopismo kardiologiczne o zasięgu międzynarodowym; wydawane w Stanach Zjednoczonych od 1983. Oficjalny organ American College of Cardiology.
Wydawcą jest holenderski koncern wydawniczy Elsevier. JACC publikuje oryginalne, recenzowane raporty kliniczne i eksperymentalne na temat wszystkich aspektów chorób sercowo-naczyniowych. Tematyka publikacji obejmuje tętnicę wieńcową i choroby zastawkowe, wrodzone wady serca, chirurgię naczyniową, kardiomiopatie, leczenie farmakologiczne, nowe techniki diagnostyczne, wyniki laboratoryjne oraz duże, wieloośrodkowe badania nowych terapii. JACC publikuje również streszczenia prac prezentowanych na dorocznych sesjach naukowych American College of Cardiology oraz raporty i rekomendacje Bethesda Conferences na aktualne tematy z zakresu chorób układu krążenia.
Redaktorem naczelnym (ang. editor-in-chief) „Journal of the American College of Cardiology" jest Valentin Fuster związany z nowojorskim Mount Sinai Hospital.
Pismo ma współczynnik wpływu impact factor (IF) wynoszący 19,896 (2016) oraz wskaźnik Hirscha równy 369 (2017). W międzynarodowym rankingu SCImago Journal Rank (SJR) mierzącym wpływ, znaczenie i prestiż poszczególnych czasopism naukowych „Journal of the American College of Cardiology" zostało sklasyfikowane na 1. miejscu wśród czasopism z dziedziny kardiologii i medycyny sercowo-naczyniowej (na podstawie średniej liczby ważonych cytowań w latach 2013–2015). W polskich wykazach czasopism punktowanych przez Ministerstwo Nauki i Szkolnictwa Wyższego czasopismo otrzymywało w latach 2013-2016 maksymalną liczbę punktów, po 50.
Czasopismo jest indeksowane m.in. w Abridged Index Medicus, BIOSIS, Chemical Abstracts, Cumulative Index to Nursing and Allied Health Literature, Current Contents, MEDLINE, EMBASE, PubMed, Science Citation Index, Excerpta Medica oraz w Scopusie.